# Nitya Pibulsonggram
Nitya Pibulsonggram (né le 30 juin 1941 et mort le 24 mai 2014), est un diplomate et homme politique thaïlandais. Il fut ministre des Affaires étrangères, poste où il succède à Kantathee Supamongkol, du 9 octobre 2006 au 6 février 2008, précédant Noppadon Pattama.
Il fut ambassadeur aux Nations unies de 1996 à 2000.